# Gymnangium thetidis
Gymnangium thetidis är en nässeldjursart som först beskrevs av James Cunningham Ritchie 1911.  Gymnangium thetidis ingår i släktet Gymnangium och familjen Aglaopheniidae. Inga underarter finns listade i Catalogue of Life.